# Jacobs kyrka
För andra betydelser, se Jakobs kyrka.

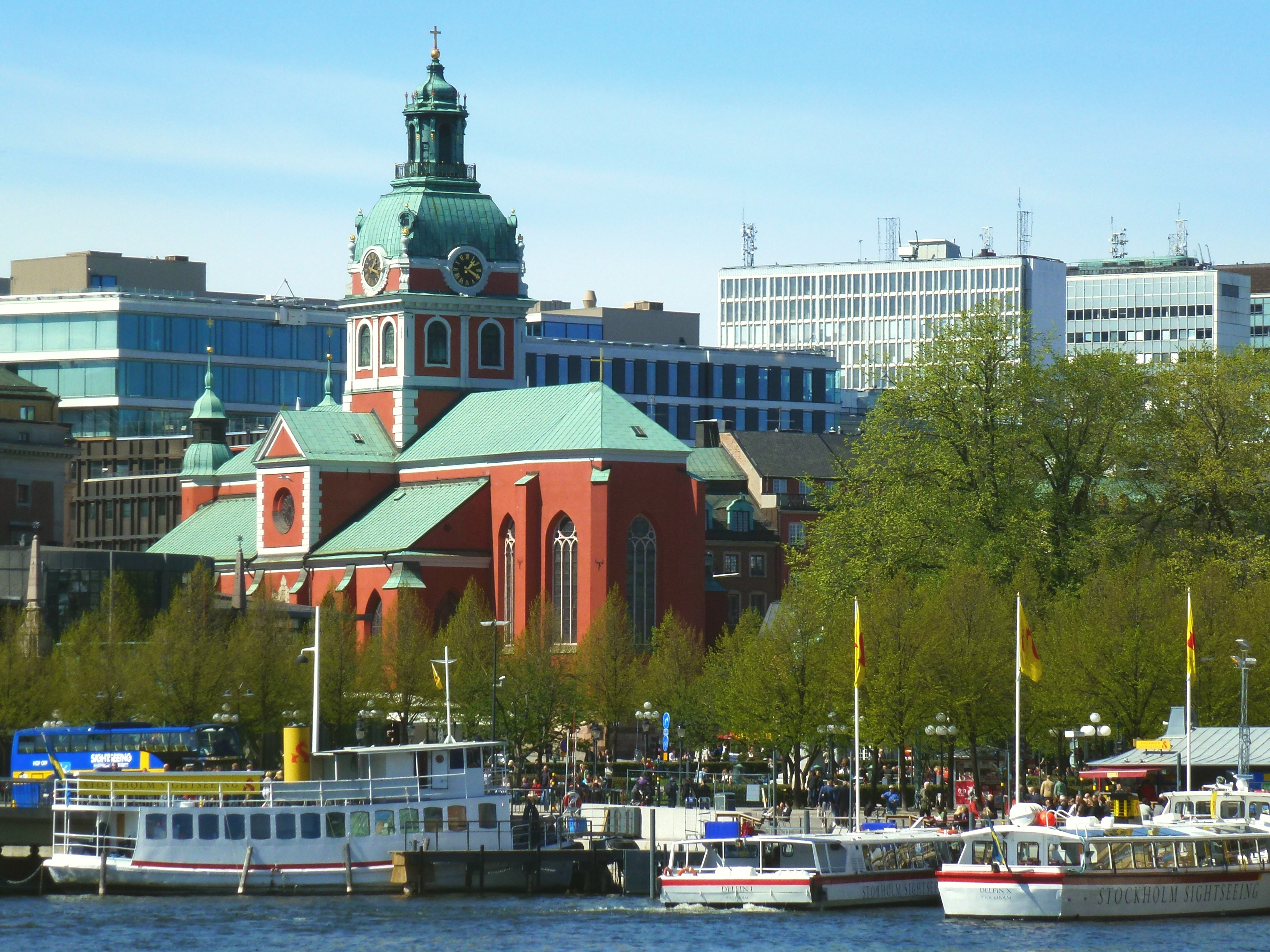
Vy från Skeppsholmen, 2012.

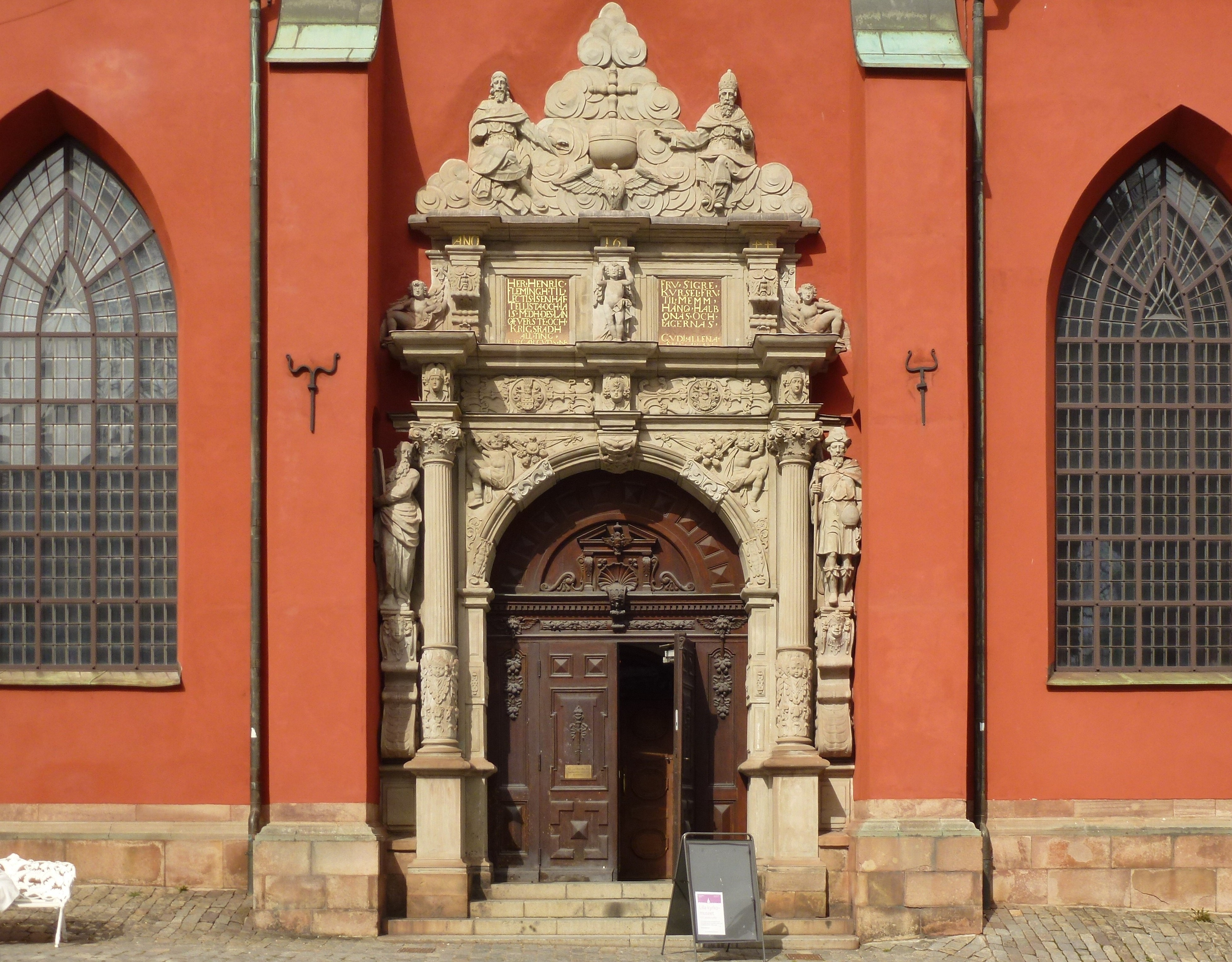
Södra portalen, en av Stockholms praktfullaste renässansverk, utfört av stenhuggarmästaren Markus Hebel, 1644. Den västra och den norra portalen är utförda av stenhuggaren Heinrich Blume (Henrik Blom) 1643.

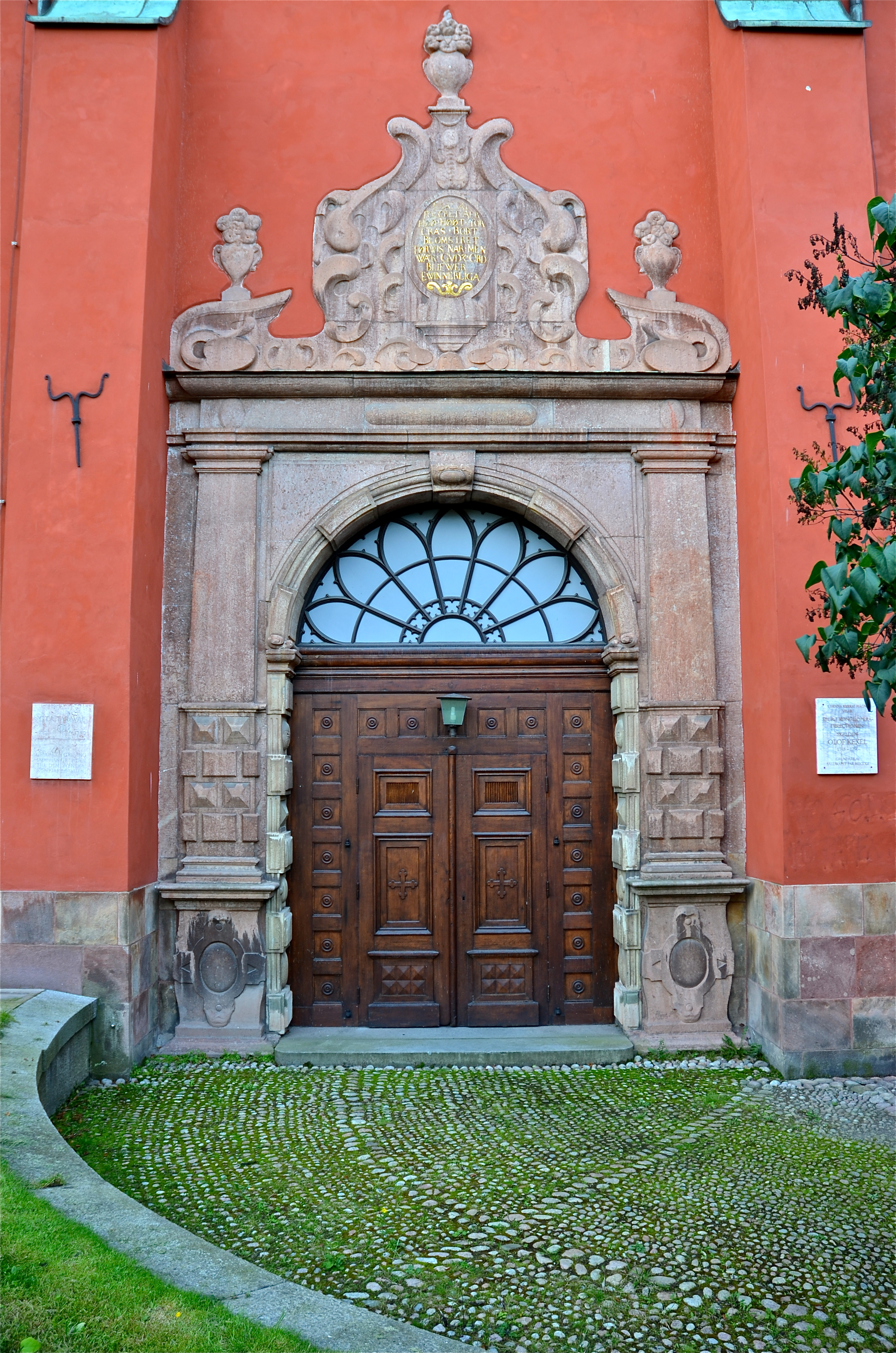
Norra portalen, byggdes i sandsten 1643–1644 av stenhuggaren Heinrich Blume.

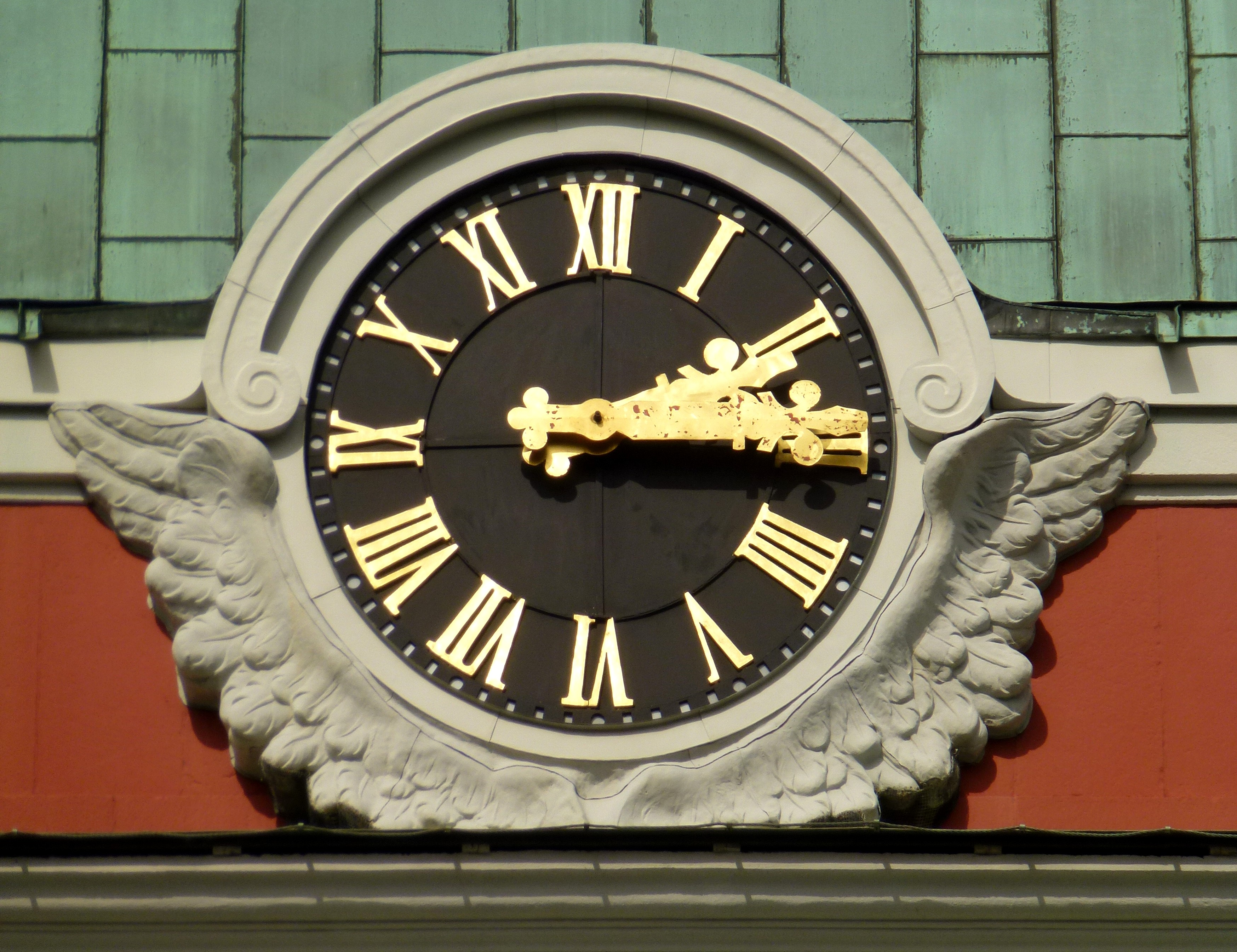
Kyrkans tornur

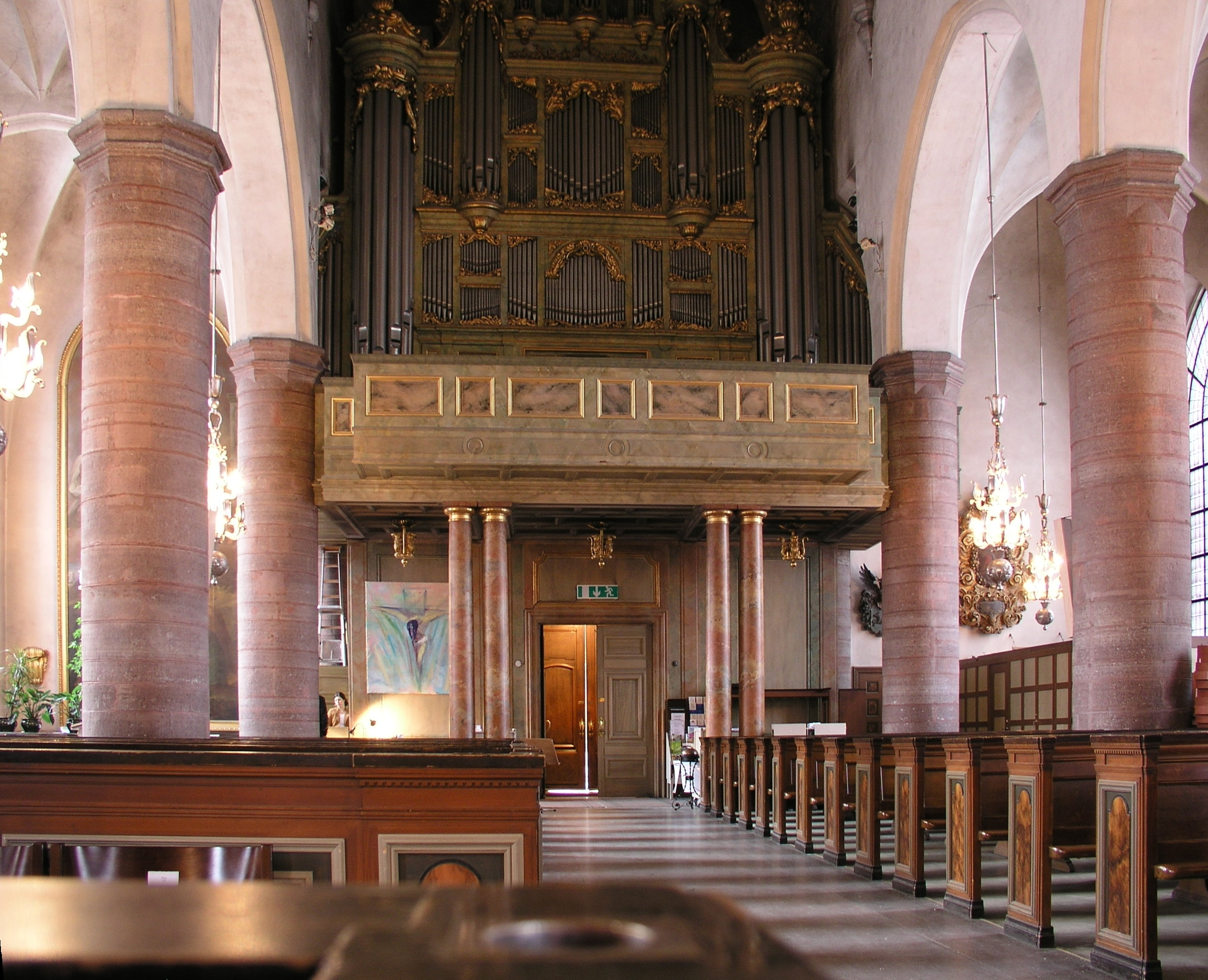
Långskepp och orgel

Jacobs kyrka eller Sankt Jacobs kyrka är en kyrkobyggnad i Stockholm.  Kyrkan är belägen på Jakobs torg mitt emot Operan och med Kungsträdgården mot östra gaveln. Kyrkan började byggas på 1580-talet men på grund av diverse förseningar blev den inte färdigbyggd förrän cirka 60 år senare och invigdes först 1643 på första advent.

## Historik
Sankt Jacobs kyrka vid Kungsträdgården i Stockholm kan räkna sin äldsta historia till 1300-talets början, då föregångaren Sankt Jacobs kapell anlades i vad som då var utkanten av Solna socken. Kapellet revs troligen under 1430-talet och ersattes av en tegelkyrka med tre skepp, som revs efter beslut av Västerås riksdag 1527. När Stockholms stad växte och bebyggelsen tog fart på nuvarande Norrmalm planerade man och började bygga Klara kyrka och Jacobs kyrka till Norrmalms församling som bildades 1587.
Bygget av nuvarande Jacobs kyrka påbörjades 1580 på order av Johan III. Bygget leddes av Johan III:s arkitekt Willem Boy och byggmästaren Hendrik van Huwen. Den stod färdig och invigd först 1643. 
Den rödputsade tegelkyrkan har ett formspråk som vittnar om både sengotik, renässans och barock. Långhuset har treskeppig plan, sex travéer långt, och smalare polygonalt kor. Valven är slagna i olika stjärn- och nätformer. Västentrén flankeras av två mindre, åttkantiga torn. Sakristian är vidbyggd i vinkeln mellan koret och norra sidoskeppet. 
Kyrkan byggdes i två etapper. Grunden lades under 1580-talet, då större delen av yttermurarna uppfördes. Fram till 1592 färdigställde man långhusets tre skepp med pelare av sandsten och valvet över korsmitten där man skulle bygga centraltornet.
Från Johan III:s död 1592 stod bygget stilla fram till 1633 då Klas Flemming gick in och skrev kontrakt med murarmästare Hans Förster och stenhuggaren Heinrich Blume (Henrik Blom). Härmed påmurades yttermurar och västtorn, valven slogs, mittenvalvets tak stod färdigt 1642 och yttertaken uppfördes.
Exteriören karakteriseras främst av det fyrkantiga centraltornet med rundad huv med lanternin samt av de skulpterade sandstensportalerna. Speciellt bör sydportalen nämnas, daterad till 1644 och sannolikt ett verk av Markus eller Hans Hebel.
Kyrkan fick sina huggna sandstensportaler i norr och väster, utförda 1643–1644 av Heinrich Blume (Henrik Blume) (död 1648), byggda i tysk-holländsk renässansstil. Norra portalen och västra portalen har en återhållsam broskornamentik. Heinrich Blume utförde även tvärskeppens gavelkrön i holländsk renässansstil, vilka förstördes vid branden 1723.
Den södra portalen är, som ovan nämnts, troligen tillverkad av bildhuggaren Markus Hebel och blev färdig först 1644. Den södra portalens överdådiga plastik med sidopartiernas friskulpturer av S:t Jakob och Mose spränger utrymmet mellan tvärskeppets strävmur. Putsen var avfärgad i rött med ljust listverk. 
Kyrkan invigdes 1:a Advent 1643 i närvaro av drottning Kristina. Dagen före hade Norra Malmen (Sankta Clara församling) delats i två församlingar längs Malmskillnadsgatan och den östra delen blev nya S:t Jacobs församling. Tornet, taken och renässansgavlarna av Henrik Blom förstördes vid en brand 1723 och ersattes med de nuvarande överbyggnaderna som ger exteriören prägel av klassicism och senbarock. Nytt centraltorn, ritat av Göran Josuae Adelcrantz, invigdes 1739. Kyrkans alla tornhuvar ritades av Carl Hårleman. Den kopparklädda tornhuven är enastående i Sverige i genomarbetad senbarock.
Långhuset utökades 1862 genom att de murar som avskilt långhus från sakristia och gravkor, i sidoskeppens främsta kvarter, avlägsnades. Ny sakristia hade redan tillfogats norr om koret omkring 1700. Koret förändrades drastiskt vid en restaurering 1892–1893, då de ursprungliga, karakteristiska kolossalfönstren förminskades till ungefär halv storlek. Koret försågs med lågt altarskåp och fem målade glasfönster. 1800-talet innebar även stora förändringar av interiören och nästan allt 1600-tal i kyrkan; läktare, bänkar och altaruppsats, byttes ut och orgelläktaren ändrades. Man byggde nya hellånga läktare i både norra och södra sidoskeppen. Resultatet var att kyrkan i princip fråntogs allt ljus. Församlingen klagade och 1825 byggdes läktarna om igen. 1862 fick kyrkan gasljus, 1450 gaslågor, vilket var det största antalet i en Stockholmskyrka. 1893 genomfördes en ny restaurering ledd av arkitekt Carl Möller. Inredningen fick en nationalromantik-prägel (Vasa-renässans). Tak och väggar målades med bladdekor och man satte in elektriskt ljus.
Mycket av det sena 1800-talets åtgärder avlägsnades vid restaureringen 1933–1937, som gav kyrkan den rena och lite strama känsla som fortfarande präglar kyrkorummet. Arbetet leddes av slottsarkitekt Ove Leijonhufvud och började med att kyrkan fick ny puts i samma ljusgrå ton som på 1770-talet. Exteriören fick sitt utseende vid 1968–1969-års restaurering, då kyrkan renoverades både invändigt och utvändigt och putsen rödfärgades som på 1600-talet.
Kyrkan var fram till 1989 en egen församling, men blev därefter en av tre församlingskyrkor i Stockholms domkyrkoförsamling. Detta förhållande gällde fram till 2019 då kyrkan och församlingshemmet avyttrades till Stockholms stift. Sista reguljära söndagsgudstjänsten firades den 29 januari 2012. Då var 369 års regelbunden högmässoverksamhet till ända. Kyrkan är numera (2022) en plats för konserter, andakter, meditationer, undervisning och pilgrimsvandring. 

## Kyrkobyggnaden

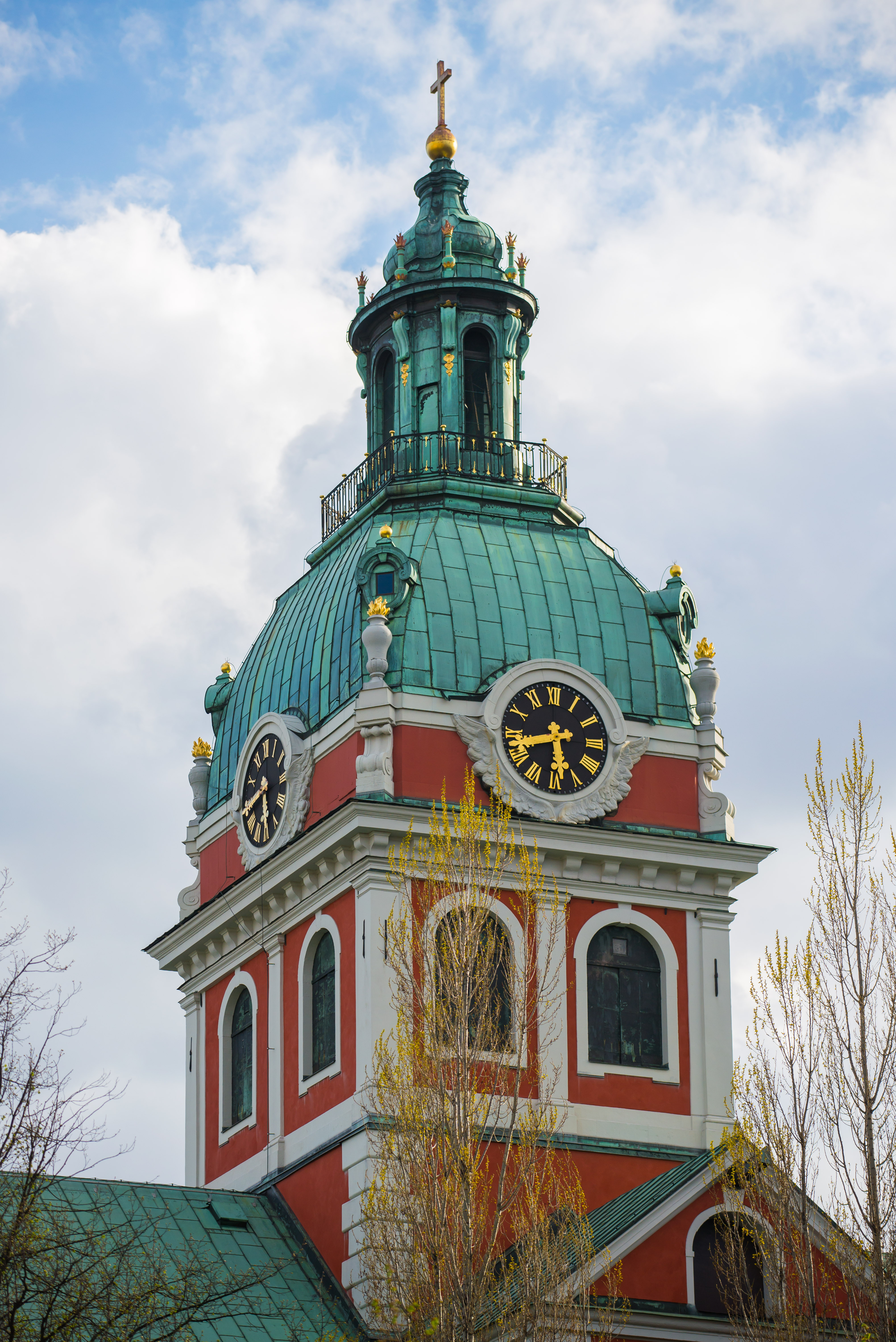
Göran Josuæ Adelcrantz torn, som byggdes om 1730–1739.

Byggnaden är en treskeppig hallkyrka i tegel med något förhöjt mittskepp och enskeppigt kor i öster med polygonal avslutning. Den har ett centraltorn över korsmitten och ett par toureller i väster. Sakristian är vidbyggd i norr.
Sank Jacobs kyrka uppfördes med början 1588, arkitekt var Willem Boy. Kyrkan invigdes den 26 november 1643. Långhus och kor uppfördes 1588–1593, sakristian och tornet är från 1600–1643. Långhuset har varit föremål för ombyggnad 1600–1643 och sakristian 1698–1699 och 1926. Tornet byggdes om 1730–1739 under ledning av arkitekten Göran Josuæ Adelcrantz, far till arkitekten Carl Fredrik Adelcrantz. Upprepade renoveringar har företagits under 1800- och 1900-talen av arkitekterna Artur von Schmalensee 1968–1969, John Sjöström 1968–1969, Ove Leijonhufvud 1933–1937 och Carl Möller 1909–1910 samt en renovering av tornkrönet 1739 av Carl Hårleman.
Den västra och den norra portalen är utförda av stenhuggaren Heinrich Blume (Henrik Blom) 1643. Han utförde även tvärskeppens gavelkrön i holländsk renässansstil, vilka förstördes vid branden 1723.
I kyrkans torn finns fyra klockor. Tre av dessa anskaffades efter tornbranden 1723, då man tog tillvara malmen från de genom branden förstörda klockorna. Lillklockan tillkom 1779.
På kyrkans norra utsida, mot kyrkogården, finns en minnessten över skalden Johan Henric Kellgren (död 1795) som också ligger begravd nedanför epitafiet.
Till kyrkan hör en församlingsbyggnad från 1985–1986, vilken delvis är inhägnad med järnstaket.

## Interiör
Interiören domineras av de höga, lätta valven, vilka vilar på de höga, massiva pelarna. I koret lägger man särskilt märke till altaruppsatsen, ritad av slottsarkitekt Ove Leijonhufvud och utförd av bildhuggaren John Lundqvist vid restaureringen 1936–1937. Den ansluter dock i hela sin stil och uppbyggnad till 1600-talets altaruppsats. De två målningarna är utförda på 1600-talet, och det är möjligt att de ingick i den ursprungliga altaruppsatsen.
De fyra glasfönstren i koret visar ett gammaltestamentligt motiv, och ett korresponderande motiv från Nya Testamentet. Från vänster till höger: Herdarnas tillbedjan – Moses i vassen, Jesu bergspredikan – Mose med lagens tavlor, Kristi uppståndelse – Jona kastas ur valfiskens buk, Kristi himmelsfärd – Elie himmelsfärd.
Det femte fönstret som sitter bakom altaruppsatsen visar Korsfästelsen, det kan endast ses utifrån.
Predikstolen, av bildhuggare Erik Gustaf Göthe 1828, är dekorerad i empirstil med reliefer. De symboliserar dopet, nattvarden, budorden och evangeliet.
Kyrkan har i dag två orglar. Redan 1644 hade kyrkan ett så kallat orgelpositiv. 1662 blev byggdes en stor orgel med 43 stämmor fördelat på 2 325 pipor. 1741 måste församlingen bygga ett nytt orgelverk och uppdraget gick till Olof Hedlund. Detta verk hade endast 30 stämmor men byggdes ut 1793 och 1816. 1914 blev orgelverket utbyggt ytterligare till 62 stämmor och fick en mängd tekniska förbättringar (eldrift för bälgarna m.m.). Vid den senaste renoveringen 1976 utökades orgelverket till att innehålla 83 stämmor. Den nuvarande orgelfasaden är ritad av Carl Hårleman 1745–1946. Kororgeln är tillverkad 1960.
I södra sidoskeppet inrättades 1937 ett dopkapell som i dag även används till vardagsmässor och andra mindre sammankomster. Östfönstret är dekorerat med en glasmålning föreställande Jesu dop, utförd av Gunnar Torhamn. Dopfunten, foten, är tillverkad 1643 av Jost Schütz som gjorde det mesta av kyrkans ursprungliga inredning. Den godronnerade (en typ av dekorering) kuppan är tillkommen 1937. Ovanför ingången till sakristian, i norra sidoskeppet, finns ännu en glasmålning från 1893, föreställande Jesus i Getsemane.
Längst bak i kyrkan, i det södra sidoskeppet, hänger en stor målning som föreställer Kristi förklaring. Den målades av Fredric Westin och prydde koret som altartavla 1828–1892. De många adelsvapen i trä runt kyrkans väggar är begravningsvapen från 1600- och 1700-talen. Gravvalv finns dels under koret, dels under den östra delen av södra korsarmen.

## Inredning och inventarier
- Altaruppsatsen är gjord av arkitekt Ove Leijonhufvud år 1937.
- Dopfunten är gjord av Jost Schütz år 1643.
- Predikstolen från 1828 är utförd av Erik Gustaf Göthe, ritningen till den är troligen gjord av Jakob Axel Gillberg.[4]

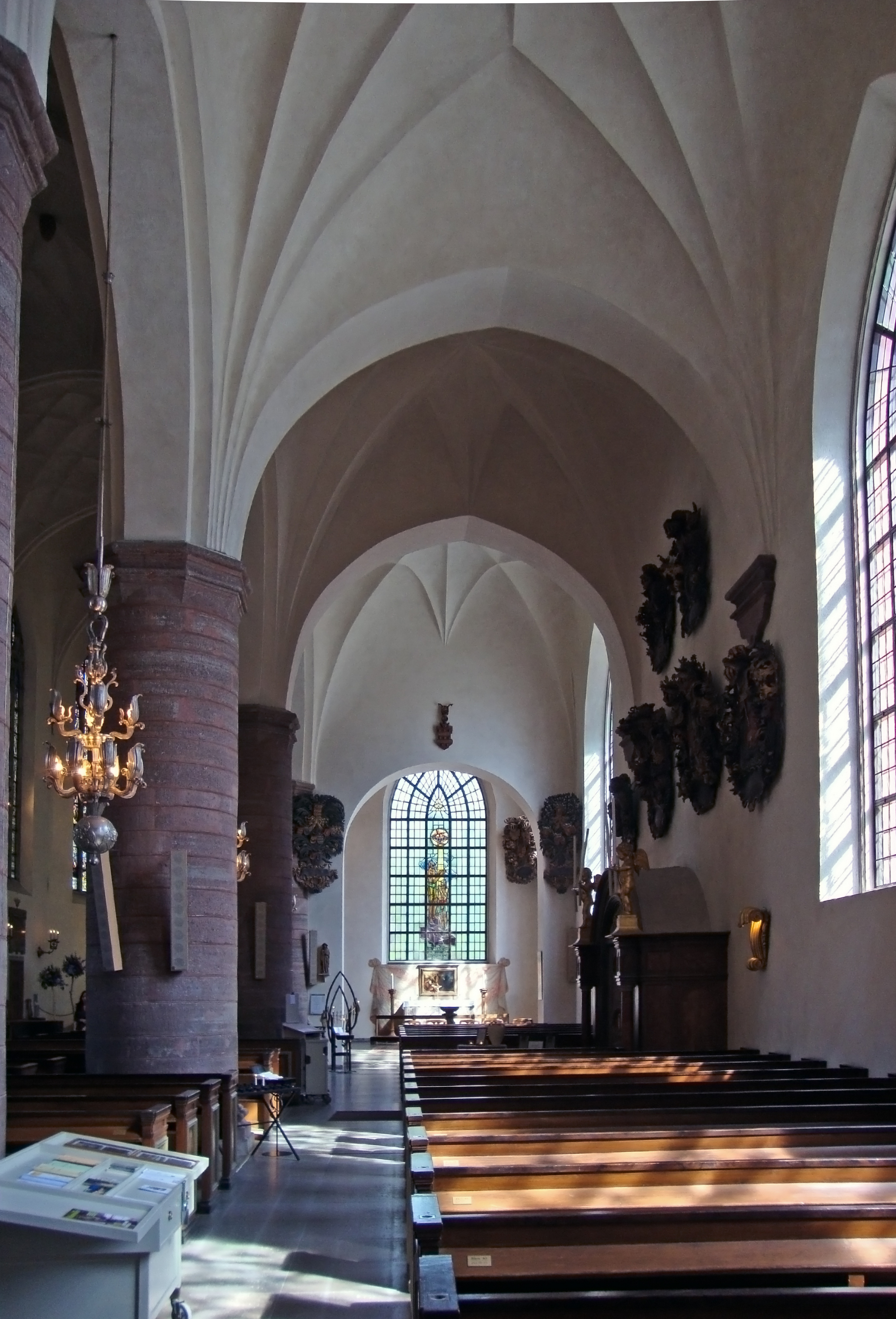
Södra sidoskeppet.
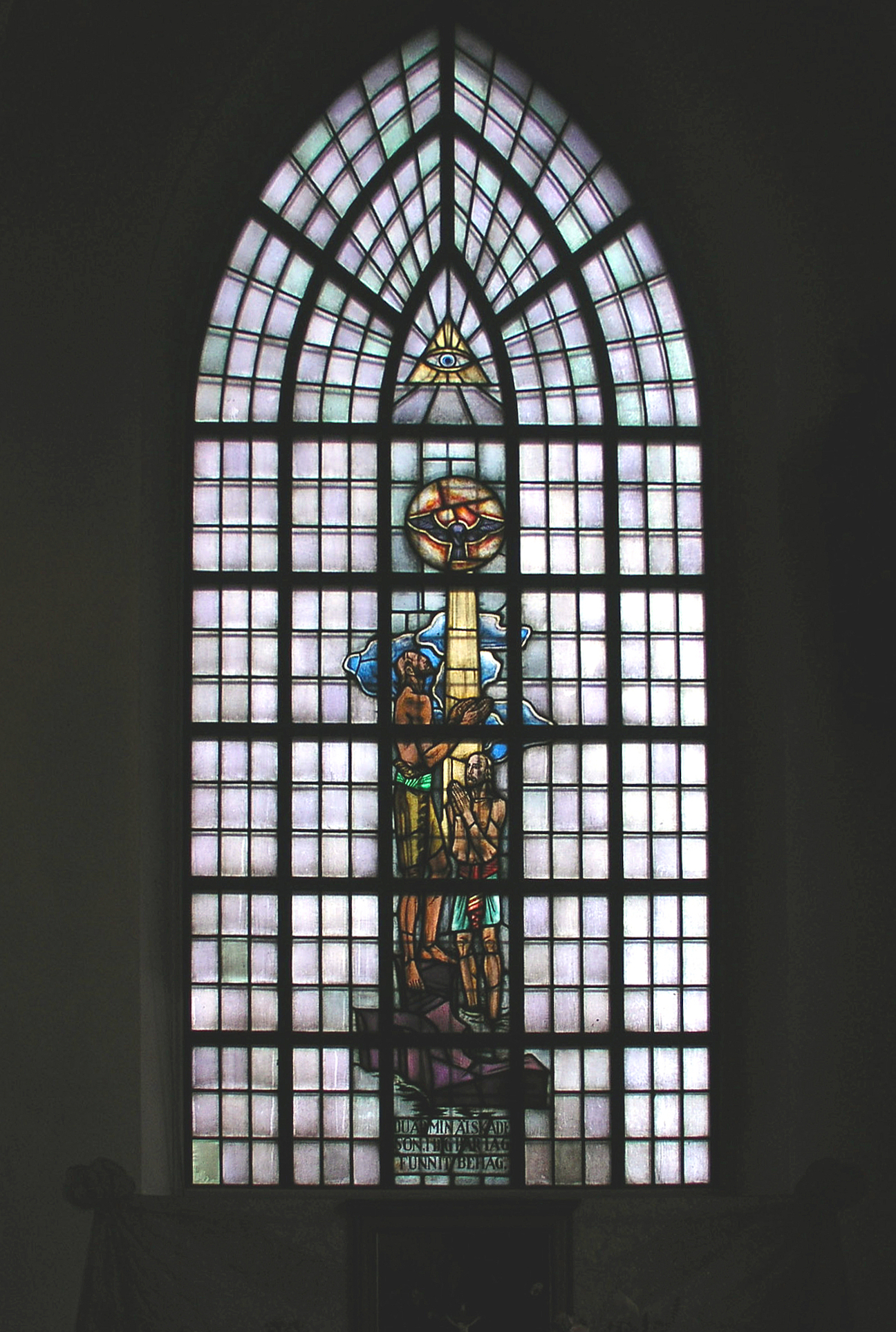
Kyrkfönster.
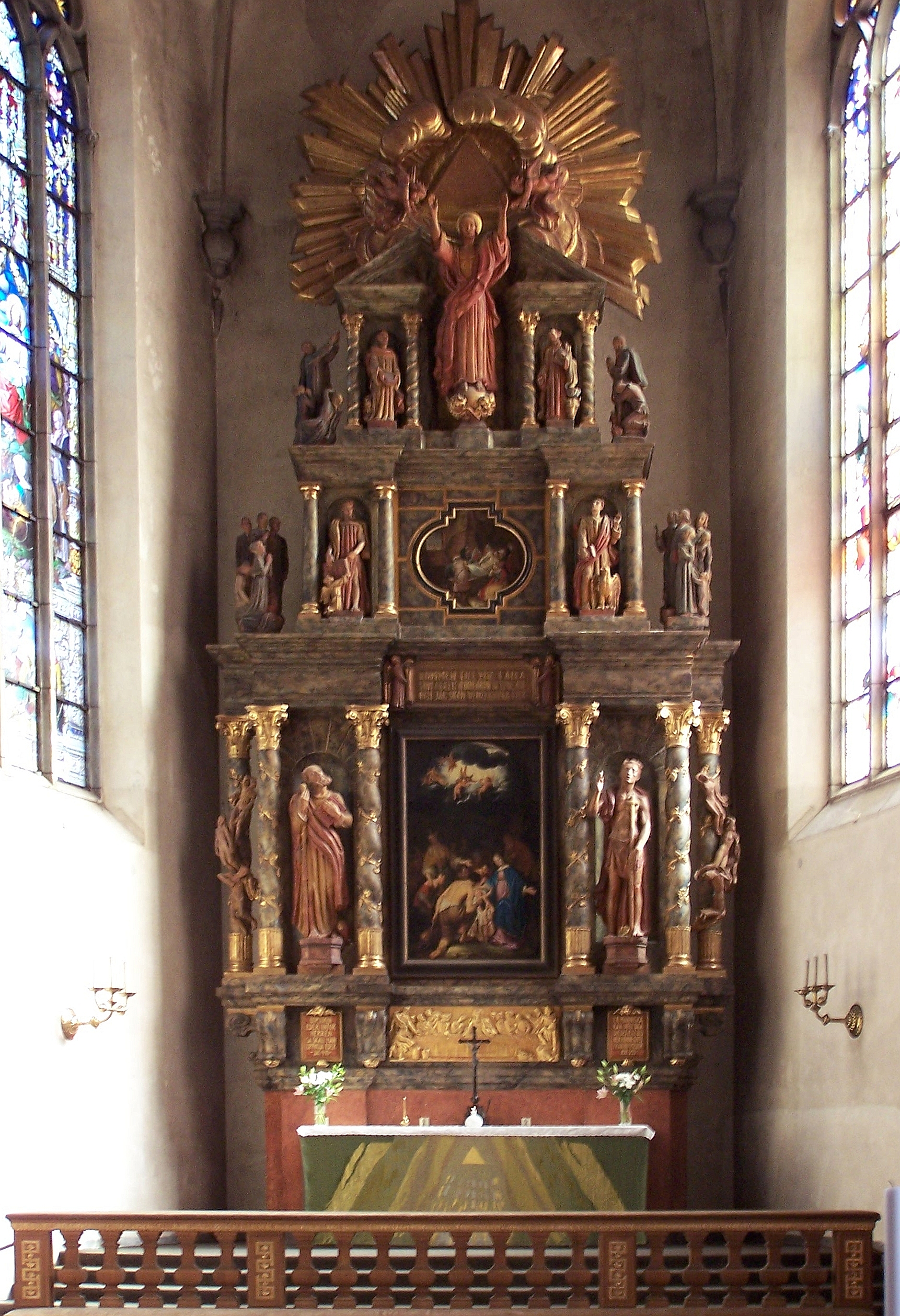
Altaret.
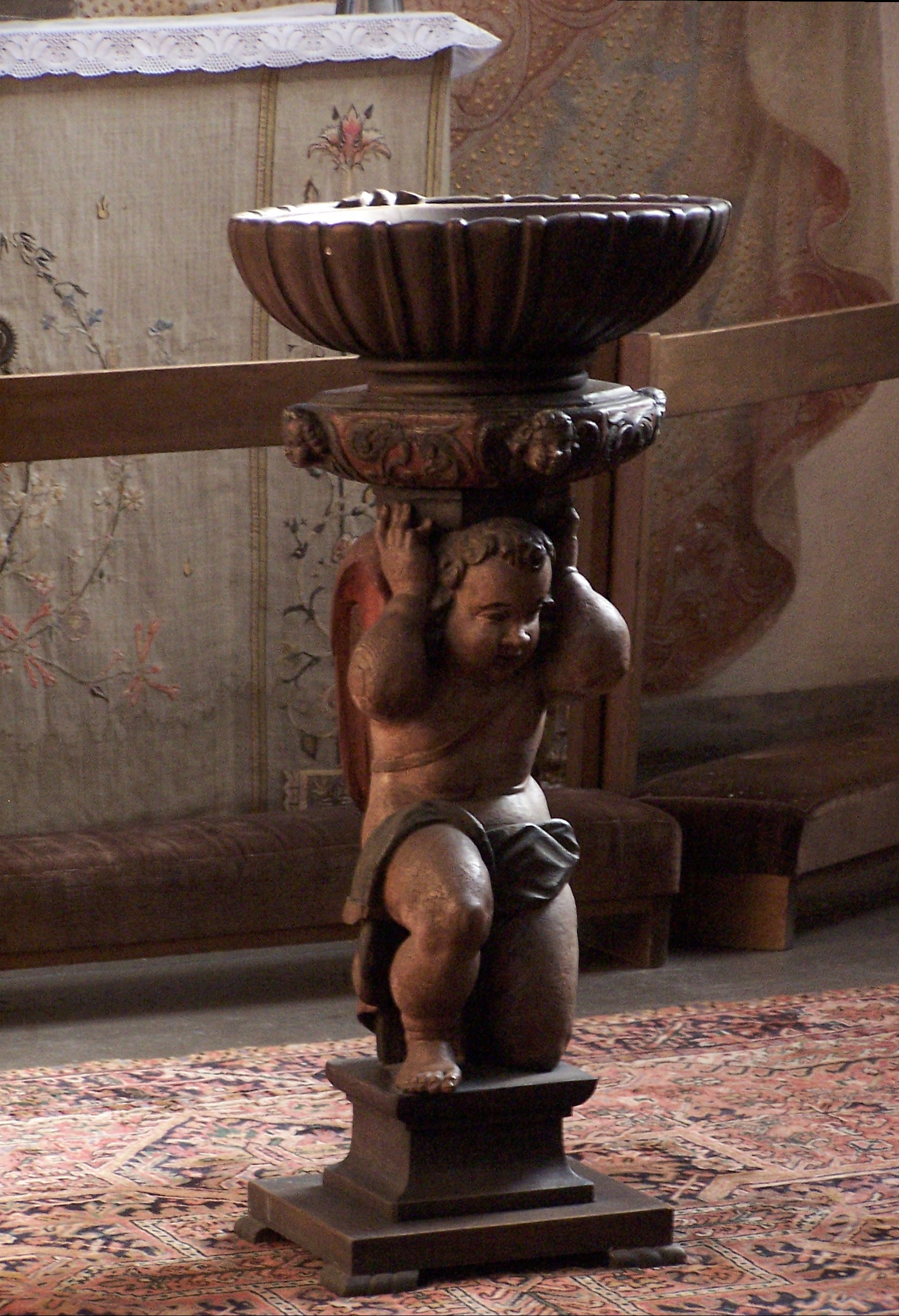
Dopfunten.
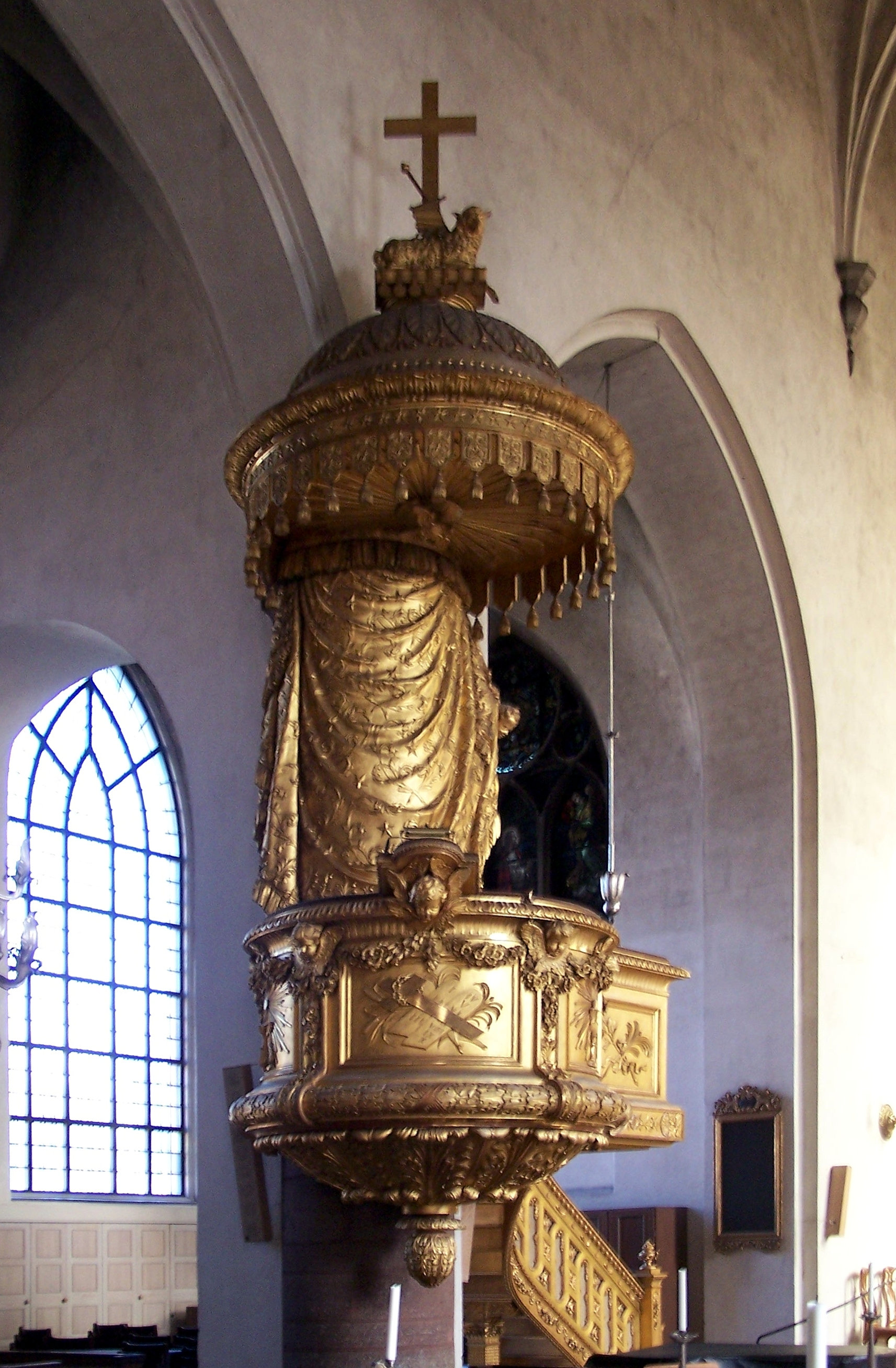
Predikstolen.
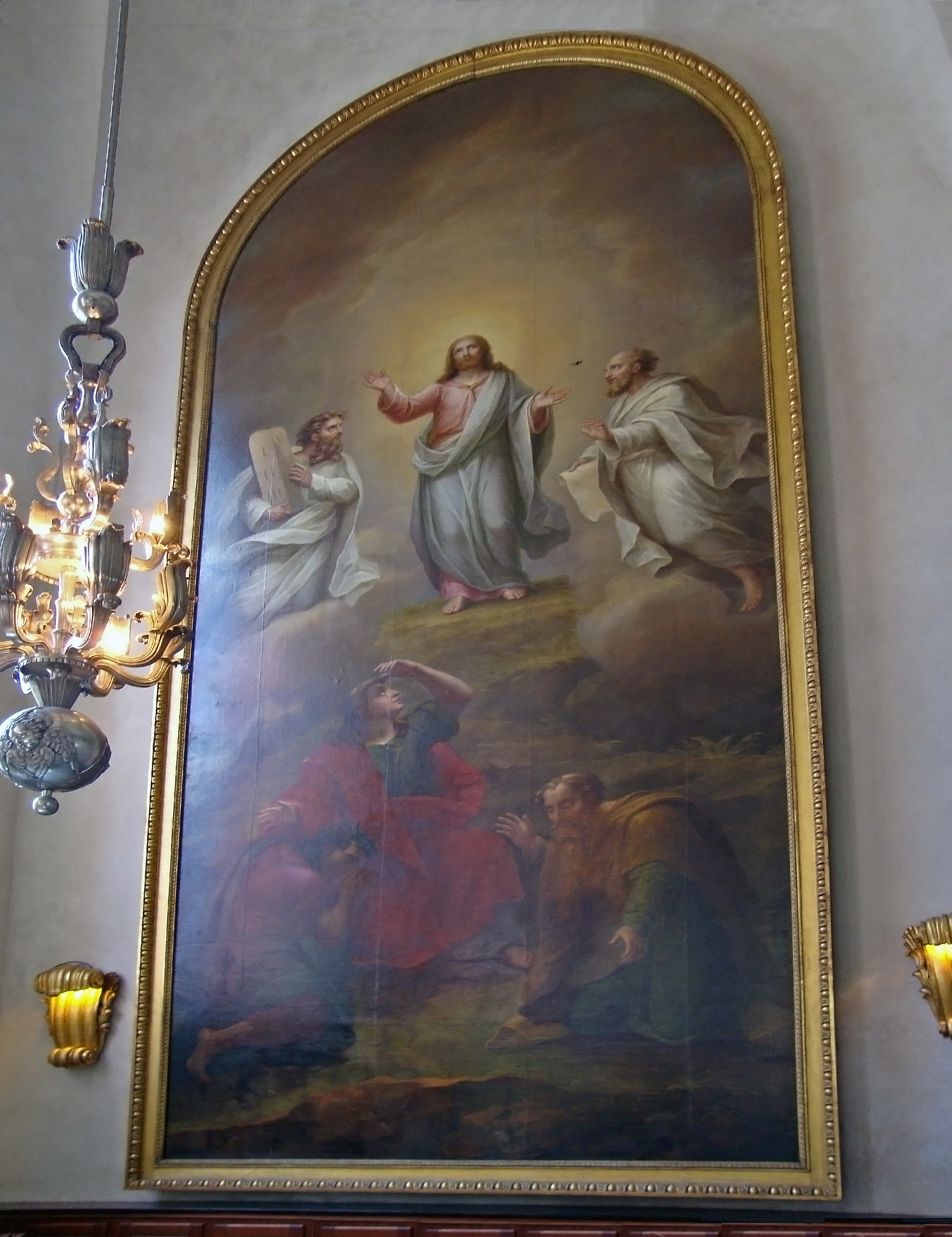
Den tidigare altartavlan "Kristi förklaring" hänger nu på kyrkans västra kortvägg.

## Kyrkomusiker och musikverksamhet
Bland S:t Jacobs kyrkas kyrkomusiker och organister har flera påverkat inte bara på kyrkomusiken utan även musiklivet i Sverige. Bland 1900-talets kyrkomusiker kan nämnas Set Svanholm (kantor 1929–1949) som även hade en internationell karriär som Wagnertenor och som sedermera blev chef för Kungliga Operan. Under Set Svanholms tid var Waldemar Åhlén organist 1928–1971 och komponerade även orgel- och körmusik. Bland hans kompositioner sticker onekligen Sommarpsalm ut. Den finns på de flesta körers stamrepertoar och kommer troligen sjungas så länge körsång utövas i detta land. Waldemar Åhlén startade även S:t Jacobs gosskör 1943 som numera verkar under namnet Storkyrkans gosskör. Under de långa perioder Set Svanholm var tjänstledig för utlandsuppdrag, bland annat på Metropolitan, vikarierade Johannes Norrby på kantorstjänsten. Enligt Johannes var det sedan han själv som tipsade kyrkorådet om Eric Ericson att efterträda Set Svanholm. Eric kom  att verka i kyrkan från 1949–1974 vid sidan av alla andra körrelaterade åtaganden nationellt och internationellt. Waldemar Åhlén efterträddes av Anders Bondeman som tjänstgjorde 1971–2002. Anders Bondeman har som professor på Kungliga musikaliska akademien undervisat flera generationer organister i framförallt orgelimprovisation. 
Körverksamheten har periodvis varit mycket omfattande med både gosskör, flickkör, motettkör, koralkör, kyrkokör och ungdomskörer. Denna verksamhet var som störst på 1970-talet då Stefan Sköld byggde upp en stor körverksamhet. Denna övertogs på 1980-talet av bland annat Per Borin (verksam 1985–1989) och sedermera Gary Graden som kom till kyrkan 1983 och som fortfarande (2022) är verksam som kyrkomusiker i S:t Jacobs kyrka. Till kyrkan hör fortfarande körerna S:t Jacobs Kammarkör som Gary lett sedan 1984 och S:t Jacobs vokalensemble under ledning av Mikael Wedar.
S:t Jacobs kyrka sammanslogs 1989 med S:a Clara kyrka och Storkyrkan till Stockholms domkyrkoförsamling. 2019 sålde domkyrkoförsamlingen S:t Jacobs kyrka och församlingshus till Stockholms stift.

### Ordinarie kantorer i S:t Jacobs kyrka och tjänstgöringsår
- Carl Hintz 1692–1696
- Lars Warplind 1696–1711
- Anders Nordén 1765–1772
- Nils Kjellström 1772–1801
- C. Joh. Savenius 1801–1809
- Carl August Stieler 1809–1822
- Henrik Gustaf Michal 1822–1838
- Conrad Mauritz Bruzelius och Aron Wilhelm Lönnborg kantorer 1838–1870. Oklart vilka år.
- Hjalmar Emanuel Håkansson 1870–1901
- Erik Borgstedt 1901–1921
- Gustaf Malm 1921–1929
- Set Svanholm 1929–1949
- Eric Ericson 1949–1974
- Stefan Sköld (vikarie från 1969) 1974–1985
- Per Borin 1985–1989
- Gary Graden (vikarie 1983, anställd kyrkomusiker 1985) ordinarie kantor 1990–

### Ordinarie organister i S:t Jacobs kyrka och tjänstgöringsår
- Cornelius Johansson 1646–1661
- Johan Jacobsson 1661–1662
- Heinrich Pape 1662–1663
- Georg Stübendorf 1663–1673
- Johan Jacob Harnischer 1673–1692
- Carl Hintz 1692–1699
- Martin Decker den yngre 1699–1705
- Gottlieb Nittauff 1706–1710
- Reinhold de Croll 1710
- David Kellner 1711–1745
- Lüdert Dijkman 1745–1764
- Carl Dylander 1764–1784
- Johann Ahlrot 1788–1792
- Olof Åhlström 1792–1835
- Gustaf Mankell 1835–1880
- Wilhelm Heintze 1882–1891
- Albert Lindström 1891–1926
- Waldemar Åhlén 1928–1971
- Anders Bondeman 1971–2002

Efter Anders Bondemans pensionering har domkyrkoförsamlingens organister, vice domkyrkoorganist Michael Waldenby, biträdande domkyrkoorganist Johan Hammarström och domkyrkoorganist Mattias Wager tjänstgjort i kyrkan.

## Orglar

### Läktarorglar

#### Kronologi
- 1644: Ett mindre positiv anskaffades till den nybyggda kyrkan.
- 1662: Orgelbyggare Frans Bohl (Boll, Boohl) (född 1620-talet, död 1677), Stockholm, som var en svensk orgelbyggare under stormaktstiden. I Jacobs kyrka byggde han 1659–1662 en orgel med 43 orgelstämmor på tre manualer och pedal. Dispositionen från år 1692 då orgeln avsynades finns bevarad och är följande:[7]

##### Disposition
| Manual              | Ryggpositiv      | Bröstverk                  | Pedalverk     |
| Princial 16'        | Principal 8'     | Octava 8' (eller 4')       | Principal 16' |
| Qvintadena 16'      | Gedackt 8'       | Gedackt 8'                 | Gedackt 16'   |
| Octava 8'           | Qvintadena 8'    | Discant                    | Octava 8'     |
| Gedackt 8'          | Octava 4'        | Gedackt 4'                 | Octava 4'     |
| Stor Octava 4'      | Flöjt (täckt) 4' | Octava 2'                  | Flöjt 4'      |
| Kleine Qvinta 3'(?) | Salicional 4'    | Sifflöjt (=Qvinta) 1 1⁄2'  | Qvinta        |
| Mixtur IV           | Superoctava      | Dulcian 8'                 | Mixtur IV     |
| Trompet 16'         | Mixtur IV        | Krumbhorn                  | Sesquialtera  |
| Trompet 8'          | Sesquialtera II  | Tri-regal (eller Hautbois) | Cornett IV(?) |
| Trompet 4'          | Krumbhorn 16'    |                            | Basun 16'     |
|                     | Trompet 8'       |                            | Trompet 8'    |
|                     |                  |                            | Trompet 4'    |

- 1699–1700: Partiell ombyggnad utförd av Johan Herman Cahman (†1702) och Johan Niclas Cahman.
- 1746: Ny orgel uppfördes av Olof Hedlund, Stockholm, med trettio stämmor på två manualer och pedal. Ny magnifik barockfasad ritad av arkitekt Carl Hårleman och ornamenterad av Petter Norberg.

##### Disposition 1764
Enligt organist Henrik Philip Johnsen (1717–1779)
| Manual C-c³                           | Öververk C-c³          | Pedal C-c¹          |
| Qvintadena 16’                        | Rörflöjt 8’            | Principal 16’       |
| Principal 8’                          | Qvintadena 8’          | Untersatz 16’       |
| Salicional 8’                         | Principal 4’           | Octava 8’           |
| Flagflöjt 8’                          | Spetsflöjt 4’          | Gedackt 8’          |
| Fleut traversiere 8’                  | Qvinta 3’ (eg. 2 2/3’) | Octava 4’           |
| Octava 4’                             | Octava 2’              | Blockflöjt 1’       |
| Octava 2’                             | Scharf V chor.         | Rauschqvint V chor. |
| Sesquialtera II chor. 2 2/3’ + 1 3/5’ | Trumpet 8’             | Basun 16’           |
| Mixtur V chor.                        | Vox humana             | Trumpet 8’          |
| Trumpet 16’                           | Tremulant              | Trumpet 4’          |
| Trumpet 8’                            | Spärrventil            | Spärrventil         |
| Spärrventil                           |                        |                     |

- 1765: Renovering utförd av orgelbyggargesäll Lars Palmgren.
- 1793–1794: Renovering och tillägg av nya stämmor utförd av Olof Schwan (1744–1812), Stockholm.
- 1798: Renovering utförd av Olof Schwan. Ändring av Fleut traversiere 8’ till Fleut 4’ och utbyte av Sesquialtera II chor. till Fugara 16’.
- 1816: Orgelhuset flyttades bakåt av Zacharias Liljefors, Stockholm.
- 1840: Pehr Zacharias Strand (1797–1844), Stockholm, byggde om orgeln bakom Hedlunds fasad, som nu blir stum, och utökar antalet stämmor till 43 stycken på tre manualer och pedal. Stämning av verket sker i "den nu brukeliga höga Kammarton" med "liksväfvig Temperatur". Kyrkans organist Gustaf Adolf Mankell (1812–1880) svarade för projektet tillsammans med orgelbyggaren.
- 1862: Per Larsson Åkerman byggde om orgeln.
- 1892–1893: Åkerman & Lund byggde om orgeln.[8]

Disposition 1893
| Manual I            | Manual II      | Manual III        | Pedal           | Koppel |
| ------------------- | -------------- | ----------------- | --------------- | ------ |
| Borduna 16*         | Borduna 16'    | Harmonica 8'      | Principal 16'   | I/P    |
| Principal 8'        | Principal 8'   | Salicional 8'     | Violon 16'      | II/P   |
| Gamba 8'            | Basetthorn 8'  | Angelica 8'       | Subbas 16'      | III/P  |
| Flûte harmonique 8' | Fugara 8'      | Principal 4'      | Qvinta 12'      | II/I   |
| Qvinta 6'           | Rörflöjt 8'    | Gamba 4'          | Violoncelle 8'  | II/I   |
| Octava 4'           | Octava 4'      | Flöjt 4'          | Gamba 8'        | III/II |
| Flöjt 4'            | Hålflöjt 4'    | Waldflöjt 2'      | Octava 4'       |        |
| Qvinta 3'           | Qvinta 3'      | Euphone 8'        | Kontrabasun 32' |        |
| Octava 2'           | Octava 2'      | Crescendosvällare | Basun 16'       |        |
| Scharf 3 chor       | Cornett 3 chor |                   | Trumpet 8'      |        |
| Trumpet 16'         | Dulcian 16'    |                   | Clairon 4'      |        |
| Trumpet 8'          | Corno 8'       |                   |                 |        |

- 1914: E. A. Setterquist & Son, Örebro, byggde om och utökade instrumentet till 62 stämmor på tre manualer, barkermaskin och alla dåtida hjälpmedel. Kostnad 43,750 kr.
- 1930: På initiativ av Waldemar Åhlén, nytillträdd organist, utökades och pneumatiseras Setterquistorgeln av Åkerman & Lund Orgelbyggeri. Genom tillbyggnad av fjärrverk och högtrycksstämmor erhölls därmed totalt 83 stämmor på fyra manualer och pedal.
- 1976: Marcussen & Søn byggde ett helt nytt instrument bakom Hedlunds fasad, som åter blev ljudande. Orgeln blir nu fem-manualig med slejflådor, mekanisk traktur, elektriska koppel och elektrisk registratur. Fjärrverket har dock rooseveltlåda med elektrisk traktur. Totala antalet stämmor: 83 varav drygt 30 återanvänts från tidigare orglar. Invigningen ägde rum i advent 1976.

##### Disposition
| Huvudverk (I) C-a³        | Öververk (II) C-a³     | Svällverk (III) C-a³       | Svällverk (IV) C-a³           | Fjärrverk (V) C-a³          | Pedalverk C-f¹              |
| Borduna 16' (1840)        | Rörflöjt 8' (1914)     | Basetthorn 8' (1840)       | Borduna 16' (1840)            | Lieblich Gedackt 16' (1930) | Untersats 32' (gamla pipor) |
| Prestant 8' (1746)        | Angelica 8' (1862)     | Dubbelflöjt 8' (1914)      | Principal 8' (1862)           | Cremona 8' (1930)           | Prestant 16' (1746)         |
| Hålflöjt 8' (gamla pipor) | Kvintadena 8' (1976)   | Flûte harmonique 8' (1862) | Gedackt 8' (1862)             | Viola céleste 8' (1930)     | Principal 16' (1914)        |
| Traversflöjt 8' (1976)    | Prestant 4' (1746)     | Oktava 4' (1914)           | Gamba 8' (1914)               | Tibia major 8' (1930)       | Subbas 16' (1914)           |
| Kvinta 5½' (1840)         | Blockflöjt 4' (1976)   | Traversflöjt 4' (1976)     | Voix céleste 8' (gamla pipor) | Flauto amabile 8' (1930)    | Gedackt 16' (1914)          |
| Oktava 4' (1976)          | Ekoflöjt 4' (1914)     | Piccolo 2' (gamla pipor)   | Oktava 4' (1914)              | Flöjtprincipal 4' (1949)    | Oktava 8' (1914)            |
| Nachthorn 4' (1976)       | Oktava 2' (1976)       | Cornett III (1840)         | Flöjt 4' (1840)               | Fjärrflöjt 4'               | Borduna 8' (1914)           |
| Kvinta 2 2/3' (1976)      | Waldflöjt 2' (1976)    | Mixtur V (gamla pipor)     | Nasat 2 2/3' (1976)           | Fugara 4' (1930)            | Oktava 4' (gamla pipor)     |
| Oktava 2' (1976)          | Sesquialtera II (1976) | Bombarde 16' (1976)        | Flagflöjt 2' (1976)           | Kvinta 2 2/3' (1930)        | Rörflöjt 4' (gamla pipor)   |
| Cornett V (1976)          | Scharf V-VI (1976)     | Trompette harm. 8' (1976)  | Ters 1 3/5' (1976)            | Flautino 2' (1930)          | Nachthorn 2' (1976)         |
| Fourniture V-VI (1976)    | Dulcian 16' (1976)     | Clairon 4' (1976)          | Sivflöjt 1' (1976)            | Septima 1 1/7' (1949)       | Mixtur VI (gamla pipor)     |
| Mixtur V-VI (1976)        | Krumhorn 8' (1976)     | Tremulant                  | Mixtur VI (1976)              | Harm. aetherea III (1930)   | Kontrabasun 32' (1914)      |
| Scharf III                |                        | Crescendosvällare          | Spetscymbel III (1976)        | Clarinett 8' (1914)         | Basun 16' (1914)            |
| Trumpet 16' (1976)        |                        |                            | Oboe 8' (1914)                | Tremulant                   | Fagott 16' (1976)           |
| Trumpet 8' (1976)         |                        |                            | Vox humaine 8' (1976)         | Crescendosvällare           | Trumpet 8' (1976)           |
| Trumpet 4' (1976)         |                        |                            | Tremulant                     |                             | Clairon 4' (gamla pipor)    |
|                           |                        |                            | Crescendosvällare             |                             | Registersvällare            |

### Kororgel

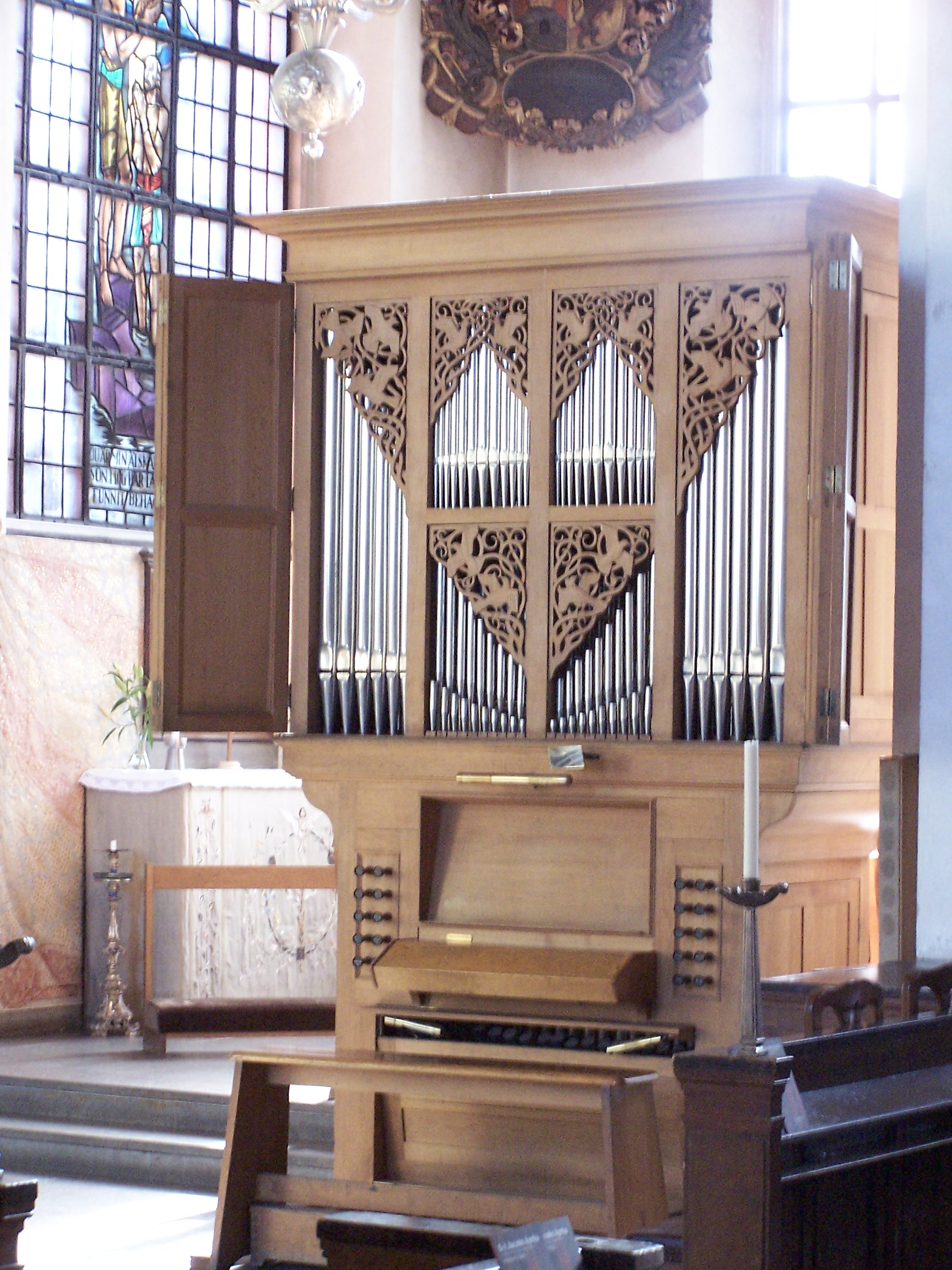
Kororgel.

- 1960: Marcussen & Søn levererade en tvåmanualig helmekanisk kororgel med slejflådor. Intoneringen utfördes av Bruno Christensen & Sønner Orgelbyggeri. Handmanövrerade fasadluckor.

#### Disposition
| Manual I        | Manual II                             | Pedal          | Koppel    |
| Rörflöjt 8'     | Gedackt 8'                            | Subbas 16'     | I/P       |
| Principal 4'    | Rörflöjt 4'                           | Gedackt 8'     | II/P      |
| Waldflöjt 2'    | Principal 2'                          | Koppelflöjt 4' | II/I      |
| Mixtur IV chor. | Nasat 1 1/3'                          | Kvintadena 2’  |           |
| Dulcian 8’      | Sesquialtera II chor. 2 2/3’ + 1 3/5’ | Fagott 16’     |           |
|                 | Cymbel II chor.                       | Regal 4’       | Tremulant |

### Diskografi
Inspelningar från kyrkan, framförd på kyrkans orglar och/eller av kyrkans körer.
- Reformationstidens svenska mässa. Ensemble ur S:t Jacobs kyrkokör under ledning av Eric Ericson. Liturg Evert Palmer. Troligen inspelad i S:t Jacobs kyrka. Utgiven 1966. Almqvist&Wiksell. LPA46161.
- Birgit Nilsson at the churches of St. Jacob and Gustav Vasa / Nilsson, Birgit, sopran ; Bondeman, Anders, orgel. CD. Swedish Society Discofil SCD 1137. 2006.- Inspelat 1977 i Jacobs kyrka.
- The great organ of St Jacob's church in Stockholm / Bondeman, Anders, orgel. CD. Ictus IMP0908. 2009.
- Mikael Wahlin plays late Romantic organ music. CD. Caprice CAP 21404. 1991.
- Organum / Åhlén, Waldemar, orgel. LP. Proprius PROP 7753. 1975.
- Marcel Dupré: Organ Works. Thorvald Thorén. Spår 2 (Symphonie-Passion) inspelad 1977 på orgeln i S:t Jacobs kyrka. Blue Music Group.
- Kjell Johnsen: Bach Organ works vol I, Polyhymnia records PRC 7801. Inspelat 27 dec 1977.
- Mozart Requiem/ S:t Jacobs Ungdomskör, Musiker från Musikhögskolan samt solister. Dirigent: Stefan Sköld, LP Proprius 7815, 1979.
- Stockholms gosskör: Stockholms gosskör. WISLP 582. Inspelat 10-12 juni 1980.
- Anders Bondeman Plays Bach, Reger, Gigout and own Improvisations on the great organ of the Jacobs Kyrka, Stockholm. BIS LP-193. BIS-CD 193. Inspelad februari 1981.
- Lionel Rogg plays Reger, BIS CD-242, Inspelad 1983.
- Otto Olsson Te Deum/Jean Langlais Messe Solenelle. Täby kyrkas kyrkokör och ungdomskör. Endast Langlais inspelad i S:t Jacobs kyrka. Dir. Kerstin Ek, Orgel. Peter Bengtsson. Inspelad 17–18 mars 1983. BIS CD-289.
- S:t Jacobs Motettkör sjunger Mikis Theodorakis Liturgy No. 2 - For the Children Who Were Killed in War. Soundwings 109.3088-2. Inspelad 7 maj 1983.
- Ilona Maros och Bengt Forsberg Swedish Contemporary Vocal Music. Spår 1-6 inspelat 1986 i S:t Jacobs kyrka.
- Tommy Körberg Julen är här, kassett. Endast Frälsarbarn inspelad i Jacob. Orgel: Anders Bondeman. 1989.
- Julens sånger och hymner. Radiokören under ledning av Gustaf Sjökvist, Silas Bäckström produktion AB, SBCD 507. Inspelad 1990.
- Mikael Wahlin plays late Romantic organ music. Caprice CAP 21404. 1991.
- Organs in Stockholm. Anders Bondeman et al. Improvisation över koral Christ ist erstanden inspelad på orgeln i S:t Jacob. Övriga spår på andra orglar.  VinCD-100, 1991.
- Maurice Duruflé, The complete Music for Choir: Gary Graden, S:t Jacobs Kammarkör, Mattias Wager orgel. BIS-602, 1992.
- Gunno Södersten: Kärlekens lov. Spår 1 till 6 inspelade i  S:t Jacobs Kyrka den 1 Juni 1994.
- S:t Jacobs gosskör sjunger musik av Tallis: Dirigent: John Wilund, orgel: Martin Olsson. Inspelad 27-29 oktober 1994. JACD 01.
- Welcome Christmas: Gary Graden, S:t Jacobs Kammarkör, Anders Bondeman, Peter Mattei, Vega Brass PRCD-9138, 1994.
- Sonority, Contemporary Swedish Choral Music/ Gary Graden, S:t Jacobs Kammarkör, BIS-789, 1996.
- Spirituals: Gary Graden, S:t Jacobs Kammarkör, Anders Paulsson Sopransaxofon, BIS-5006, 1997.
- Michael Haydn, Missa Sancti Hieronymi: Gary Graden, Ensemble Philidor, S:t Jacobs Kammarkör, BIS-859, 1997.
- Mass and Chamber Music, portrait of the composer Steve Dobrogosz: Steve Dobrogosz, piano, S:t Jacobs Kammarkör, Gary Graden dirigent, Stockholms kammarorkester (SNYKO), Annika Skoglund, Yggdrasilkvartetten, Vadauxkvintetten, Phono Suecia: PS-CD107 (1998).
- Villarosa Sequences, Thomas Jennefelt: Gary Graden, S:t Jacobs Kammarkör, Jeanette Köhn, PRCD-2029, 2001.
- Requiem/Te Deum Steve Dobrogosz: Gary Graden, S:t Jacobs Kammarkör, Hovkapellet, Hannah Holgersson, Nosag CD093, 2003.
- Hymn to life, music, Anders Paulsson Choir Music/ Gary Graden, S:t Jacobs Kammarkör, Anders Paulsson sopransaxofon, Caprice, CAP21732, 2004.
- Differences, musik av Bo Hansson: Gary Graden, S:t Jacobs Kammarkör, Stockholmskvartetten. Nosag-103, 2005.
- Orgeln i S:t Jacob / Bondeman, Anders, orgel ; Waldenby, Michael, orgel. 2CD. Nosag 2098. 2005.
- Ales stenar, Ursus Kammarkör. Dirigent David Lundblad. Delar av skivan inspelad i S:t Jacobs kyrka 2005.
- Sånger & psalmer i S:t Jacobs kyrka: Gary Graden, S:t Jacobs Kammarkör, Anders Bondeman, SJKK01, 2007.
- The great organ of St Jacob’s church in Stockholm: Anders Bondeman, orgel. CD. Ictus IMP0908. 2009.
- Live in Stockholm Elwood Bernas plays the Marcussen pipe organ in S:t Jacobs Church, C&S Recordings (884501427098), 2010.
- Motets, J.S. Bach: Gary Graden, S:t Jacobs Kammarkör, Rebaroque, PRCD-2066, 2010.
- St. John Passion, Bach: S:t Jacobs Kammarkör, Rebaroque, Dirigent Gary Graden, PRCD-2065, 2011.
- Eternity in an hour: S:t Jacobs Ungdomskör, Dirigent Mikael Wedar, JU001, 2012.
- To the Field of Stars, musik av Gabriel Jackson, Hans Schanderl, Enrico Miaroma. S:t Jacobs Kammarkör, Dirigent Gary Graden, Footprint FRCD 083, 2014.
- Et Lux perpetua, musik av Damijan Močnic: Gary Graden, S:t Jacobs Kammarkör, Carus 83.487, 2016.
- Johan Arrias: Pour Alto seul. AUF004, inspelat 12-13 februari 2018.
- A Simple Song, Anne Sofie von Otter och Bengt Forsberg BIS2327 (Inspelat maj 2017) 2018.